# Två konungar
Två konungar är en svensk film från 1925 i regi av Elis Ellis. 

## Om filmen
Filmen premiärvisades den 11 november 1925. Filmen spelades in i Filmstaden Råsunda med exteriörer från Stockholms slott, Drottningholms slott, Hagaparken, Djurgården och Gripsholms slott av J. Julius och Gustaf Boge med koreografi av Sven Tropp. Som förlaga har man Ernst Didrings pjäs Två konungar x som uruppfördes i Stockholm på Svenska Teatern 1908. I filmen debuterade Åke Claesson som filmskådespelare. 

## Rollista
- Arne Weel – Gustav III
- Åke Claesson – Carl Michael Bellman
- Harald Schwenzen – Thure Hielm
- Hugo Björne – baron Gustaf Mauritz Armfelt, gunstling vid hovet
- Nils Arehn – baron Carl Fredrik Pechlin, sammansvuren
- Gabriel Alw – Jacob Johan Anckarström, sammansvuren
- Renée Björling – Anne-Charlotte von Stapelmohr
- Jessie Wessel – Frederique Grönlund, senare fru Bellman
- Inga Ellis – Karin Blom
- Ebon Strandin – Ulla Winblad
- Manda Björling – fru von Stapelmohr, Anne-Charlottes mor
- Thor Modéen – Mollberg
- Stina Berg – roddarmadam
- Alva Garbo – Magdalena Rudenschöld
- Astri Richard – drottningen